# Jean-Paul Jeannotte
Pour les articles homonymes, voir Jeannotte.
Jean-Paul Jeannotte est un chanteur classique et syndicaliste québécois, né à Rawdon (Québec) le 9 mars 1926 et mort le 9 septembre 2021.
Jean-Paul Jeannotte a participé à plusieurs tournées avec Jeunesses Musicales Canada en 1952, 1960 et 1962.
Il fut président de l'Union des artistes (1966-1972). En 1979, il a fondé l'Opéra de Montréal, dont il fut le directeur artistique jusqu’en 1989.

## Distinctions
- 1987 : Officier de l'Ordre du Canada
- 1994 : Intronisé au Panthéon canadien de l'art lyrique